# 「自分の子どもが殺されても同じことが言えるのか」と叫ぶ人に訊きたい
『「自分の子どもが殺されても同じことが言えるのか」と叫ぶ人に訊きたい：正義という共同幻想がもたらす本当の危機』（じぶんのこどもがころされてもおなじことがいえるのか とさけぶひとにききたい せいぎというきょうどうげんそうがもたらすほんとうのきき）は2013年8月23日にダイヤモンド社から出版された書籍。著者は森達也。現代社会においては日本国内の人間は集団化してきており、この事によって人間というのは自分たちとは異なった存在を排除しようという方向に向かっているということを危惧するという内容。メディアや政治家が日本人が集団化するように煽っている事に加えて、東日本大震災から日本人の集団化というのはさらに加速しているとのこと。このようにして日本人の集団化が進んでいった時期に、外国との問題が発生したならば、日本国内においては取り返しの付かない事態が引き起こされるということを著者は危惧している。将来にこのようになるという事が考えられている現代において、我々はどのようなことを考え、どのような行動をしていくかということが本書で述べられている。